# آریستولوچیک اسید
آریستولوچیک اسید (به انگلیسی: Aristolochic acid) یک ترکیب شیمیایی با شناسه پاب‌کم ۲۲۳۶ است. که جرم مولی آن 341.27684 g/mol می‌باشد. شکل ظاهری این ترکیب، پودر زرد است.